# Kloster Unserer Lieben Frau von Saidnaya

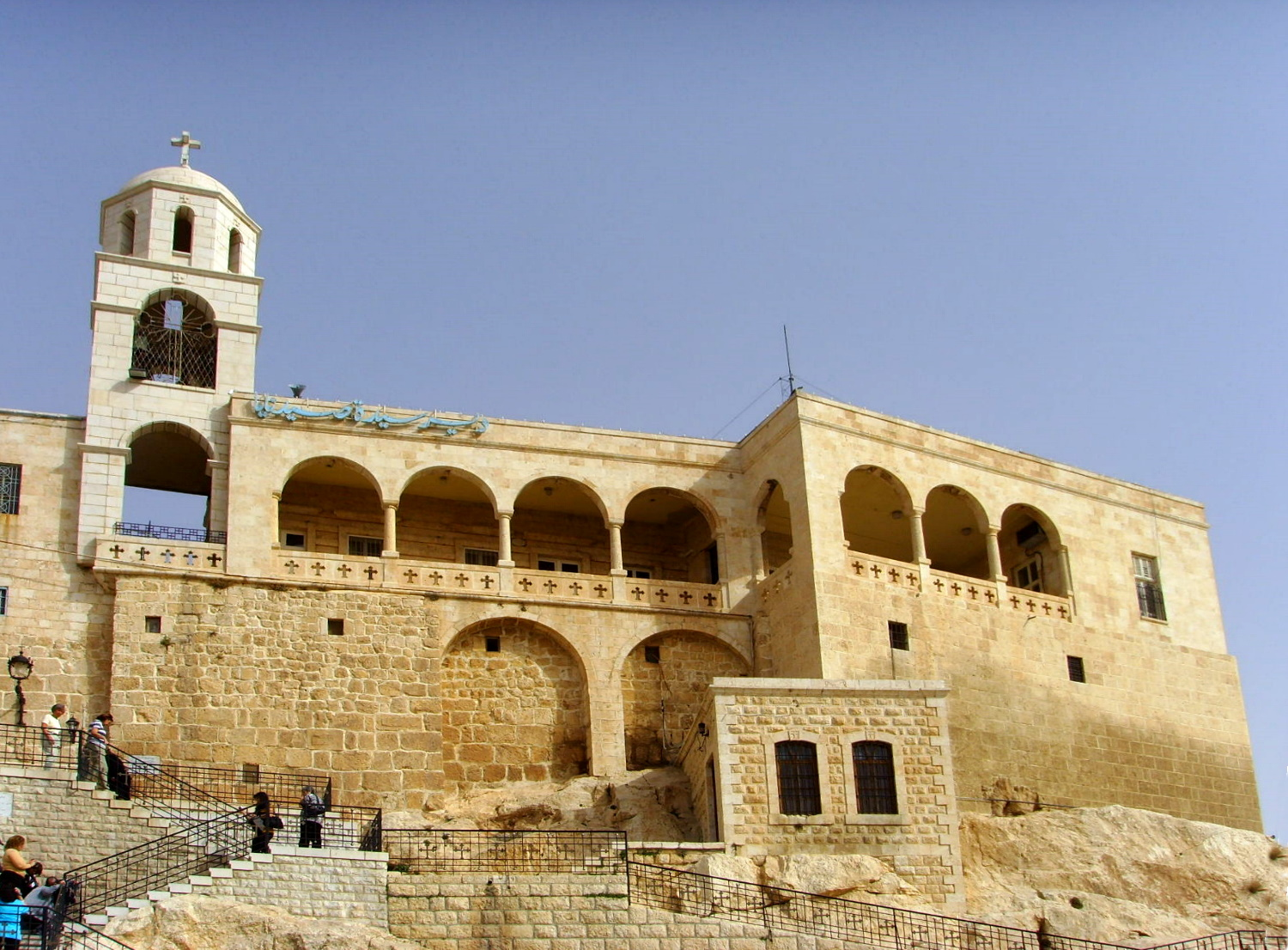
Kloster Unserer Lieben Frau von Saidnaya

Das Kloster Unserer Lieben Frau von Saidnaya (arabisch دير سيدة صيدنايا البطريركي) oder Sardeneye ist ein griechisch-orthodoxes Kloster im syrischen Sednaya. Es ist eines der ältesten Klöster der Welt. Es wird von einem religiösen Frauenorden getragen.
Das Kloster mit einer Ikone Marias ist dem Evangelisten Lukas gewidmet. Es ist eine wichtige Wallfahrtsstätte sowohl für Christen als auch für Muslime.
Die Hauptkapelle enthält mehrere Abbildungen und mehrere hölzerne Ikonostasen. Der Wallfahrtsschrein ist von der Hauptkapelle getrennt. Die Abbildung namens Schaghura, mit der Bedeutung „die Berühmte“, wird in einer verzierten Nische mit einer silbernen Tür verschlossen gehalten, während es auf jeder Seite dessen eine Reihe von jüngeren Ikonen gibt. Zahlreiche handgeschlagene Silberkreuze und andere religiöse Votivgaben von Pilgern werden an den Wänden ausgestellt.
Die Überlieferung besagt, dass das Kloster im Jahre 547 unter dem byzantinischen Kaiser Justinian I. erbaut wurde, nachdem er zuvor zwei Marienerscheinungen hatte – eine deutete an, wo die Kirche zu bauen sei, die andere umschrieb das Aussehen. Justinian I. widmete das Gebäude dem Fest Mariä Geburt, und seitdem kommen jährlich am 8. September den gesamten Tag hindurch sowohl muslimische als auch christliche Pilger, um den Feiertag Unserer Lieben Frau von Saidnaya zu begehen.
Das historisch äußerst wertvolle Kloster Unserer Lieben Frau von Saidnaya wurde im Zuge des Syrischen Bürgerkrieges schwer beschädigt.